# Dorotea Sasko-Lauenburská
Dorotea Sasko-Lauenburská, dánsky: Dorothea af Sachsen-Lauenburg, (9. července 1511, Lauenburg – 7. října 1571, Sønderborg) byla jako manželka dánského krále Kristiána III. dánskou a norskou královnou v letech 1534–1559.

## Biografie

### Původ a mládí
Narodila se jako dcera Magnuse I. (1480–1543), vévody sasko-lauenburského, a jeho manželky Kateřiny († 1563), dcery Jindřicha IV., vévody brunšvicko-lüneburského. Její mladší sestrou byla Kateřina Sasko-Lauenburská, švédská královna, první manželka švédského krále Gustava I. Vasy.

## Manželství a korunovace
Když se 29. října roku 1525 v Lauenburgu provdala za nástupce dánského trůnu prince Kristiána, zdaleka nebylo jisté, že její manžel a ona, oba vyhlášení luteráni, usednou na dánský trůn. Bylo to období postupující reformace, jejíž osud byl v Dánsku rovněž nejistý. Bylo možné, že v případě porážky reformačního procesu by se mohl panovníkem Dánska stát Kristiánův mladší bratr Jan.
Manželství Dorotey a Kristiána se vyvíjelo dobře. Než Kristián nakonec přece jen usedl na dánský trůn, přebýval mladý pár na zámku v Haderslev ve značně skromných poměrech, což bylo způsobeno dosti konzervativním pojetím ekonomiky Kristiánova otce, Frederika I. Po jeho smrti 10. dubna roku 1533 byl v roce 1534 Kristián zvolen dánským králem, což vyvolalo občanskou válku. Po dobu války pobývala Dorotea s dětmi nějaký čas v Holštýnsku a posléze v Německu. Když konflikt skončil, byli manželé korunováni roku 1537 v kodaňské katedrále. Při korunovační slavnosti jela Dorotea po boku manžela na bílém koni.

### Život
Již od mládí byla Dorotea přesvědčenou luteránkou. Její povaze dominoval silný cit pro spravedlnost. Byla starostlivou, ale přísnou matkou. To vedlo k pozdějším napjatým vztahům se synem budoucím dánským králem Frederikem II., jehož se bezúspěšně snažila odvrátit od pijáctví. Svůj život zasvětila především rodině, ale byla aktivní i na politické scéně a účastnila se jako prostředník při jednáních s císařem Karlem V. ve Špýru v roce 1544. Měla rovněž vliv na politická rozhodnutí svého manžela. Po jeho smrti se pokoušela zůstat aktivní v politickém životě a radila např. svému synovi Frederiku II., aby nezačínal válku se Švédskem, ale bez úspěchu. Její vztahy se synem nebyly nejlepší od té doby, co se společně s manželem snažila zbavit jedné ze svých dvorních dam, Anny Hardenberg, o kterou se její syn velmi zajímal – královský pár ji hodlal provdat a tak nežádoucí vztah následníka trůnu eliminovat.
Jak královna Dorotea, tak i její syn byli stejně neústupní, navíc se Frederik domníval, že matka neuznává jeho autoritu vládce, což mělo za následek konec jejich shody a porozumění. Po smrti manžela bylo pro Doroteu obtížné vpravit se do role královny-matky, třebaže fakt, že její syn zůstával svobodný, z ní stále činil první dámu dvora a království. Frederik II. matce zazlíval favorizování jeho mladších sourozenců i vměšování do politických záležitostí za jeho zády. Dorotea, která usilovala o skončení švédsko-dánské války prostřednictvím sňatku svého mladšího syna Magnuse s některou ze švédských princezen, dávala tím Frederikovi příčinu k různým podezřením a nedůvěře. Když v Koldingu umíral její manžel Kristián III., psala několikrát synovi, aby přijel k otcovu smrtelnému loži, ten ale nereagoval, maje otci stále za zlé incident s Annou Hardenberg.

### Vdovství, smrt

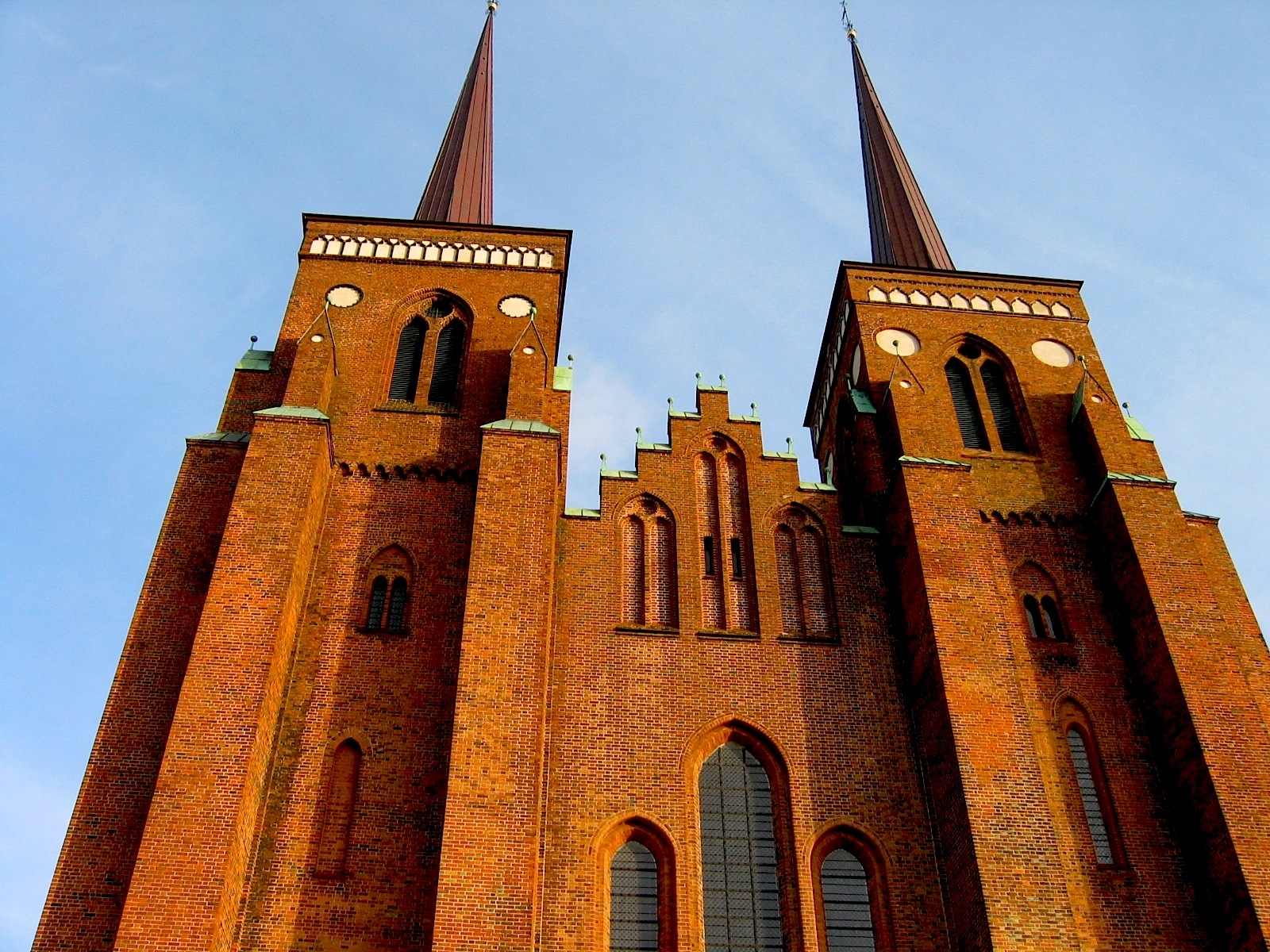
Katedrála v Roskilde, místo posledního odpočinku královny Dorotey

Po smrti manžela 1. ledna roku 1559 se královna usídlila na zámku v Koldingu, kde již v roce 1559, tedy vzápětí po jeho smrti, plánovala nové vdavky, a to s nevlastním bratrem svého manžela, vévodou šlesvicko-holštýnským Janem Starším (1521–1580), do něhož se zamilovala. Manželství se postavila luteránská církev z důvodu blízkého příbuzenství, stejně jako královská rodina z důvodů politických a dynastických.
Královna se zajímala o rodinnou genealogii a nechala vyrobit krásné genealogické tabulky rodin svého manžela i své vlastní. Stála v čele Cechu nezámožných dam, jimž pomáhala nalézt manžely přiměřeného postavení. V této činnosti byla velmi aktivní, což iritovalo jejího nejstaršího syna Frederika, kterému rovněž toužila najít vhodnou manželku. Frederik se však oženil teprve po matčině smrti.
Na jedné straně královna Dorotea ráda stavěla na odiv okázalost svého dvora, na druhé straně byla i velmi skoupá – nařídila např. zrušit balíček poddaným, pracujícím na zámku. Starala se ovšem o místní školu v Koldingu. Měla velmi silný smysl pro spravedlnost a byla až nemilosrdná – vyžadovala, aby zloději byli bez pardonu věšeni a čarodějnice upalovány na hranici.
Královna Dorotea zemřela 7. října roku 1571 v Sønderborgu, kde byla i pochována; její syn Frederik se u jejího úmrtního lože neukázal. Až o deset let později, v roce 1581 byla její rakev přenesena ze zámecké kaple do katedrály v Roskilde, místa posledního odpočinku dánských králů, kde byla uložena po boku svého manžela; jejich syn Frederik jim nechal vybudovat monumentální náhrobek.

## Potomstvo
- 1. Anna (22. 11. 1532 Haderslev – 1. 10. 1585 Drážďany)[1]
⚭ 1548 August Saský (31. 7. 1526 Freiberg – 11. 2. 1586 Drážďany), saský kurfiřt od roku 1553 až do své smrti[2]
- 2. Frederik (1. 7. 1534 Haderslev – 4. 4. 1588 Slagelse), jako Frederik II. král dánský a norský od roku 1559 až do své smrti[3]
⚭ 1572 Žofie Meklenburská (4. 9. 1557 Wismar – 4. 10. 1631 Nykøbing Falster)[4]
- 3. Magnus (5. 9. 1540 Kodaň – 28. 3. 1583 Piltene), holštýnský vévoda, titulární livonský král v letech 1570–1578[5]
⚭ 1573 Maria Vladimirovna Staritská (1560 – 13. 5. 1610)[6]
- 4. Jan (25. 3.  1545 Haderslev – 9. 10. 1622 Glücksburg), vévoda šlesvicko-holštýnsko-sonderburský od roku 1564 až do své smrti[7]
I. ⚭ 1568 Alžběta Brunšvicko-Grubenhagenská (20. 3. 1550 – 11. 2. 1586)[8]
II. ⚭ 1588 Anežka Hedvika Anhaltská (12. 3. 1573 Dessau – 3. 11. 1616 Sønderborg)[9]
- 5. Dorotea (29. 6. 1546 Kolding – 6. 1. 1617 Winsen)[10]
⚭ 1561 Vilém Brunšvicko-Lüneburský (4. 7. 1535 – 20. 8. 1592), vévoda brunšvicko-lüneburský a kníže lüneburský od roku 1559 až do své smrti[11]

## Vývod z předků
|                             |                                        |  |                             |                                    |  |  |  |  |  |  |  | Erik IV. Sasko-Lauenburský |
|                             |                                        |  |                             |                                    |  |  |  |  |  |  |  |                            |
|                             | Bernard II. Sasko-Lauenburský          |  |                             |                                    |  |  |  |  |  |  |  |                            |
|                             |                                        |  |                             |                                    |  |  |  |  |  |  |  |                            |
|                             |                                        |  |                             | Žofie Brunšvicko-Lüneburská        |  |  |  |  |  |  |  |                            |
|                             |                                        |  |                             |                                    |  |  |  |  |  |  |  |                            |
|                             | Jan V. Sasko-Lauenburský               |  |                             |                                    |  |  |  |  |  |  |  |                            |
|                             |                                        |  |                             |                                    |  |  |  |  |  |  |  |                            |
|                             |                                        |  |                             | Bogislav VIII. Pomořanský          |  |  |  |  |  |  |  |                            |
|                             |                                        |  |                             |                                    |  |  |  |  |  |  |  |                            |
|                             | Adelheid Pomořanská                    |  |                             |                                    |  |  |  |  |  |  |  |                            |
|                             |                                        |  |                             |                                    |  |  |  |  |  |  |  |                            |
|                             |                                        |  |                             | Žofie Holštýnská                   |  |  |  |  |  |  |  |                            |
|                             |                                        |  |                             |                                    |  |  |  |  |  |  |  |                            |
|                             | Magnus I. Sasko-Lauenburský            |  |                             |                                    |  |  |  |  |  |  |  |                            |
|                             |                                        |  |                             |                                    |  |  |  |  |  |  |  |                            |
|                             |                                        |  |                             | Fridrich I. Braniborský            |  |  |  |  |  |  |  |                            |
|                             |                                        |  |                             |                                    |  |  |  |  |  |  |  |                            |
|                             | Fridrich II. Braniborský               |  |                             |                                    |  |  |  |  |  |  |  |                            |
|                             |                                        |  |                             |                                    |  |  |  |  |  |  |  |                            |
|                             |                                        |  |                             | Alžběta Bavorská                   |  |  |  |  |  |  |  |                            |
|                             |                                        |  |                             |                                    |  |  |  |  |  |  |  |                            |
|                             | Dorotea Braniborská                    |  |                             |                                    |  |  |  |  |  |  |  |                            |
|                             |                                        |  |                             |                                    |  |  |  |  |  |  |  |                            |
|                             |                                        |  |                             | Fridrich I. Saský                  |  |  |  |  |  |  |  |                            |
|                             |                                        |  |                             |                                    |  |  |  |  |  |  |  |                            |
|                             | Kateřina Saská                         |  |                             |                                    |  |  |  |  |  |  |  |                            |
|                             |                                        |  |                             |                                    |  |  |  |  |  |  |  |                            |
|                             |                                        |  |                             | Kateřina Brunšvicko-Lüneburská     |  |  |  |  |  |  |  |                            |
|                             |                                        |  |                             |                                    |  |  |  |  |  |  |  |                            |
| 'Dorotea Sasko-Lauenburská' |                                        |  |                             |                                    |  |  |  |  |  |  |  |                            |
|                             |                                        |  |                             |                                    |  |  |  |  |  |  |  |                            |
|                             |                                        |  | Vilém Brunšvicko-Lüneburský |                                    |  |  |  |  |  |  |  |                            |
|                             |                                        |  |                             |                                    |  |  |  |  |  |  |  |                            |
|                             | Vilém II. Brunšvicko-Wolfenbüttelský   |  |                             |                                    |  |  |  |  |  |  |  |                            |
|                             |                                        |  |                             |                                    |  |  |  |  |  |  |  |                            |
|                             |                                        |  |                             | Cecilie Braniborská                |  |  |  |  |  |  |  |                            |
|                             |                                        |  |                             |                                    |  |  |  |  |  |  |  |                            |
|                             | Jindřich I. Brunšvicko-Wolfenbüttelský |  |                             |                                    |  |  |  |  |  |  |  |                            |
|                             |                                        |  |                             |                                    |  |  |  |  |  |  |  |                            |
|                             |                                        |  |                             | Bodo VII. ze Stolbergu-Wernigerode |  |  |  |  |  |  |  |                            |
|                             |                                        |  |                             |                                    |  |  |  |  |  |  |  |                            |
|                             | Alžběta ze Stolbergu-Wernigerode       |  |                             |                                    |  |  |  |  |  |  |  |                            |
|                             |                                        |  |                             |                                    |  |  |  |  |  |  |  |                            |
|                             |                                        |  |                             | Anna ze Schwarzburgu               |  |  |  |  |  |  |  |                            |
|                             |                                        |  |                             |                                    |  |  |  |  |  |  |  |                            |
|                             | Kateřina Brunšvicko-Wolfenbüttelská    |  |                             |                                    |  |  |  |  |  |  |  |                            |
|                             |                                        |  |                             |                                    |  |  |  |  |  |  |  |                            |
|                             |                                        |  |                             | Vratislav IX. Pomořanský           |  |  |  |  |  |  |  |                            |
|                             |                                        |  |                             |                                    |  |  |  |  |  |  |  |                            |
|                             | Erik II. Pomořanský                    |  |                             |                                    |  |  |  |  |  |  |  |                            |
|                             |                                        |  |                             |                                    |  |  |  |  |  |  |  |                            |
|                             |                                        |  |                             | Žofe Sasko-Lauenburská             |  |  |  |  |  |  |  |                            |
|                             |                                        |  |                             |                                    |  |  |  |  |  |  |  |                            |
|                             | Kateřina Pomořanská                    |  |                             |                                    |  |  |  |  |  |  |  |                            |
|                             |                                        |  |                             |                                    |  |  |  |  |  |  |  |                            |
|                             |                                        |  |                             | Bogislav IX. Pomořanský            |  |  |  |  |  |  |  |                            |
|                             |                                        |  |                             |                                    |  |  |  |  |  |  |  |                            |
|                             | Žofie Pomořanská                       |  |                             |                                    |  |  |  |  |  |  |  |                            |
|                             |                                        |  |                             |                                    |  |  |  |  |  |  |  |                            |
|                             |                                        |  |                             | Marie Mazovská                     |  |  |  |  |  |  |  |                            |
|                             |                                        |  |                             |                                    |  |  |  |  |  |  |  |                            |